# Santo Domingo Este
Santo Domingo Este (Spaans: Ayuntamiento Santo Domingo Este, acroniem ASDE) is sedert 2001 (wet 163-01) een gemeente en provinciehoofdstad in de provincie Santo Domingo van de Dominicaanse Republiek. Er zijn een miljoen inwoners op een oppervlakte van 170 km²; daarmee is het - qua inwoneraantal - de grootste gemeente van het land, groter dus dan de hoofdstad van het land.

## Beschermd natuurgebied
- Grot van de Drie Ogen van Santo Domingo (Cueva de los Tres Ojos de Santo Domingo, 0,67km² groot, IUCN-categorie III Natuurmonument)
- Ozama-wetlands (Humedales del Ozama, 46km² groot, IUCN-categorie II, Nationaal Park)

## Bestuurlijke indeling
De gemeente bestaat uit twee gemeentedistricten (distrito municipal):

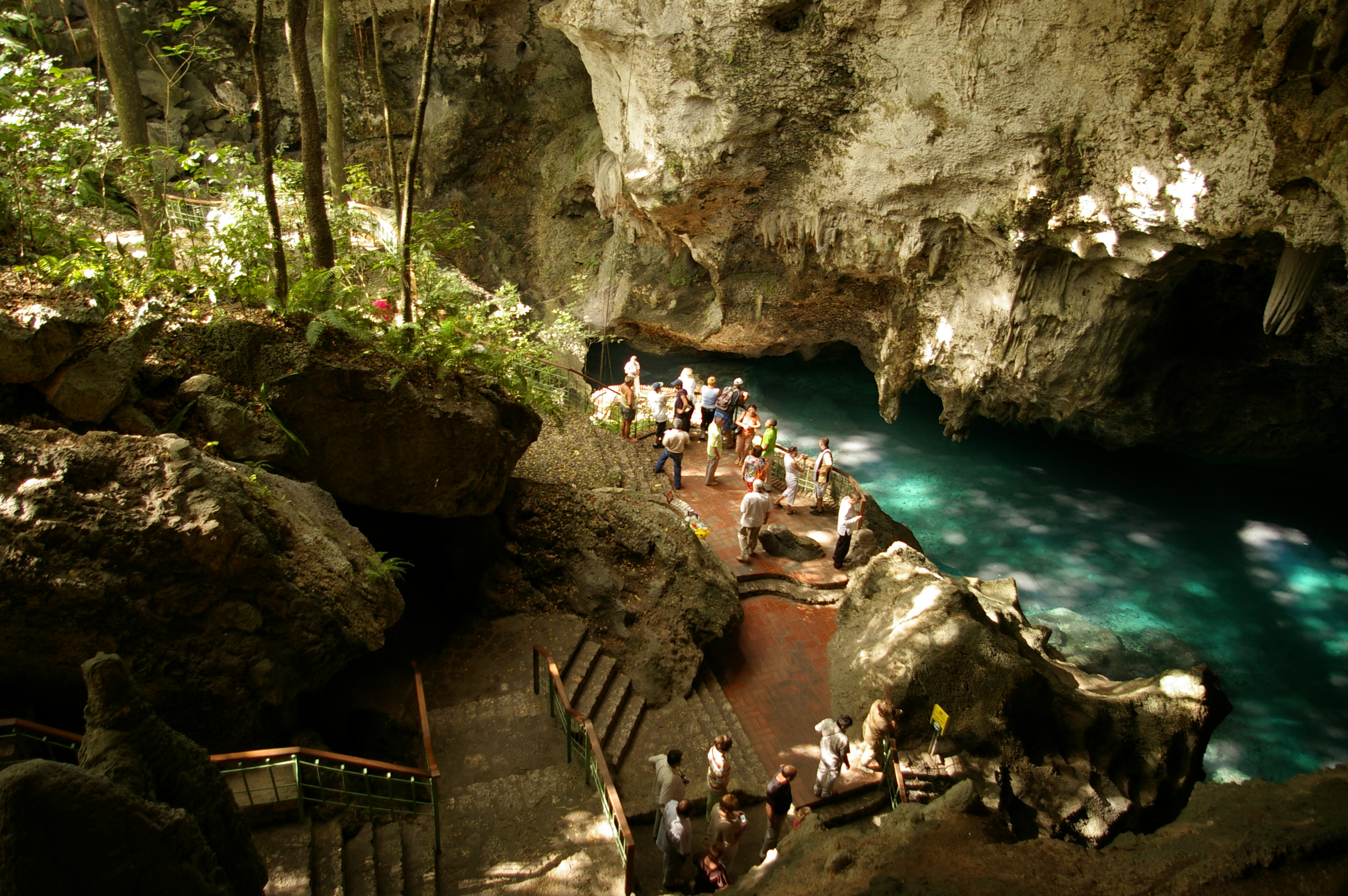
Los Tres Ojos

San Luis en Santo Domingo Este.
Azua · Bajos de Haina · Baní · Barahona · Boca Chica · Bonao · Comendador · Cotuí · Dajabón · El Seibo · Hato Mayor · Higüey · Jimaní · La Romana · La Vega · Los Alcarrizos · Mao · Moca · Monte Cristi · Monte Plata · Nagua · Neiba · Pedernales · Puerto Plata · Sabaneta · Salcedo · Samaná · San Cristóbal · San Francisco de Macorís · San José de Ocoa · San Juan · San Pedro de Macorís · Santiago · Santo Domingo de Guzmán · Santo Domingo Este · Santo Domingo Norte · Santo Domingo Oeste